# 杰夫·巴纳比
杰夫·巴纳比（英語：Jeff Barnaby，1976年—2022年10月13日）是加拿大米克马克族电影导演、作家、作曲家和电影剪辑师，因恐怖电影《小食尸鬼的赞美诗》和《血疫》而闻名。

## 早年生活
巴纳比于1976年出生于魁北克省Listuguj的米克马克族人保留地，于道森学院和康考迪亚大学修读电影课程。

## 职业
巴纳比早期是一名短片导演，导演的短片《From Cherry English》在2004年约克顿电影节上荣获两项金穗奖（Golden Sheaf Awards）：最佳原住民奖和最佳摄影奖。 2010年，短片《File Under Miscellaneous》获得吉尼奖最佳真人短片奖提名。 
《小食尸鬼的赞美诗》是巴纳比的第一部剧情片，该片在2013年多伦多国际电影节Discovery单元首映，于2014年由其制作公司Prospector Films在加拿大独立发行，2014年7月，该影片被蒙特雷传媒收购并在美国发行，导演巴纳比因此被温哥华影评人协会评为加拿大最佳电影导演。
2015年，巴纳比受加拿大国家电影局邀请加入由四名土著电影制片人组成的组织“纪念品(Souvenir)”，并邀请他使用他们的档案材料制作一部短片，巴纳比最终为之制作了短片《Etlinisigu'niet (Bleed Down)》 。 
巴纳比的第二部剧情片《血疫》于2019年多伦多国际电影节上作为电影节午夜疯狂部分的开幕片首映，荣获该电影节格罗尔什人民选择奖(午夜疯狂部分)季军。该影片另外还通过流媒体服务商Shudder在美国和国际上发行，其在加拿大的流媒体版权将由Crave持有‘
在2021年第9届加拿大影视奖颁奖典礼上，巴纳比凭借《血疫》获最佳原创剧本奖提名，并获得最佳剪辑奖。

## 个人生活
巴纳比是米克马克族人，妻子为纳瓦霍族电影制片人莎拉·德尔·塞隆德（Sarah Del Seronde），二人育有一子。巴纳比在与癌症抗争一年后于2022年10月13日在蒙特利尔去世。
巴纳比去世后，imagineNATIVE电影和媒体艺术节和Netflix推出杰夫·巴纳比·格兰特计划，旨在支持原住民电影制作人。

## 影视作品
- From Cherry English (2004) [20]
- The Colony(2007) [20][21]
- File Under Miscellaneous(2010)[21]
- 小食尸鬼的赞美诗(2013)[20][21]
- Etlinisigu'niet (Bleed Down)（2015） [22]
- 血疫（2019） [20][21]